# Rally de Chile de 2023
El Rally de Chile de 2023, oficialmente 2. Rally Chile BIOBÍO, fue la segunda edición y la undécima ronda de la temporada 2023 del Campeonato Mundial de Rally. Se disputó del 28 de septiembre al 1 de octubre y contó con un itinerario de dieciséis tramos sobre tierra que sumaron un total de 320,98 km cronometrados. Fue también la undécima ronda de los campeonatos WRC-2 y WRC-3.
El ganador de la prueba fue el estonio Ott Tänak quien repitió la victoria en esta prueba tras la conseguida en 2019. Tänak ganó siete de las diecisiete especiales aprovechando su retrasada posición de salida y, gracias a una inteligente táctica con los neumáticos, logró una ventaja que mantuvo hasta el domingo. Teemu Suninen, segundo en la clasificación general se salió de la carretera en el penúltimo tramo del domingo, lo que facilito que tanto Thierry Neuville y Elfyn Evans terminaran segundo y tercero respectivamente. Con los abandonos de Suninen y de Esapekka Lappi y al sumar cuatro puntos más que Hyundai en el power stage, el Toyota Gazoo Racing WRTse hizo on la corona de constructores por tercer año consecutivo.
En el WRC-2 el ganador de la prueba fue el sueco Oliver Solberg quien consiguió su segunda victoria de la temporada en su último rally de su programa. Solberg había quedado detrás de Sami Pajari tras la primera etapa del viernes, pero se sobrepuso a dos trompos y a la pérdida de sus gafas en plena acción para superar al finlandés, que finalmente terminó tercero. Gus Greensmith no se encontró con ritmo para ganar al tener problemas con el equilibrio de su coche pero igualmente le alcanzó para terminar en el segundo puesto.
En el WRC-3 al ser el único piloto de los dos pilotos en terminar el rally en la categoría, el peruano Eduardo Castro se alzó con el triunfo.

## Lista de inscritos
| Num.                       | Piloto                   | Copiloto                  | Equipo                   | Automóvil                | Neu.                     |
| World Rally Championship   | World Rally Championship | World Rally Championship  | World Rally Championship | World Rally Championship | World Rally Championship |
| -------------------------- | ------------------------ | ------------------------- | ------------------------ | ------------------------ | ------------------------ |
| 3                          | Teemu Suninen            | Mikko Markkula            | Hyundai Shell Mobis WRT  | Hyundai i20 N Rally1     | P                        |
| 4                          | Esapekka Lappi           | Janne Ferm                | Hyundai Shell Mobis WRT  | Hyundai i20 N Rally1     | P                        |
| 7                          | Pierre-Louis Loubet      | Nicolas Gilsoul           | M-Sport Ford WRT         | Ford Puma Rally1         | P                        |
| 8                          | Ott Tänak                | Martin Järveoja           | M-Sport Ford WRT         | Ford Puma Rally1         | P                        |
| 11                         | Thierry Neuville         | Martijn Wydaeghe          | Hyundai Shell Mobis WRT  | Hyundai i20 N Rally1     | P                        |
| 13                         | Grégoire Munster         | Louis Louka               | M-Sport Ford WRT         | Ford Puma Rally1         | P                        |
| 18                         | Takamoto Katsuta         | Aaron Johnston            | Toyota Gazoo Racing WRT  | Toyota GR Yaris Rally1   | P                        |
| 28                         | Alberto Heller           | Luis Ernesto Allende      | M-Sport Ford WRT         | Ford Puma Rally1         | P                        |
| 33                         | Elfyn Evans              | Scott Martin              | Toyota Gazoo Racing WRT  | Toyota GR Yaris Rally1   | P                        |
| 69                         | Kalle Rovanperä          | Jonne Halttunen           | Toyota Gazoo Racing WRT  | Toyota GR Yaris Rally1   | P                        |
| World Rally Championship 2 |                          |                           |                          |                          |                          |
| 20                         | Yohan Rossel             | Arnaud Dunand             | PH Sport                 | Citroën C3 Rally2        | P                        |
| 21                         | Sami Pajari              | Enni Mälkönen             | Toksport WRT 2           | Škoda Fabia RS Rally2    | P                        |
| 22                         | Oliver Solberg           | Elliott Edmondson         | Oliver Solberg           | Škoda Fabia RS Rally2    | P                        |
| 23                         | Gus Greensmith           | Jonas Andersson           | Toksport WRT             | Škoda Fabia RS Rally2    | P                        |
| 24                         | Emil Lindholm            | Reeta Hämäläinen          | Hyundai Motorsport N     | Hyundai i20 N Rally2     | P                        |
| 25                         | Kajetan Kajetanowicz     | Maciej Szczepaniak        | Kajetan Kajetanowicz     | Škoda Fabia RS Rally2    | P                        |
| 26                         | Nikolay Gryazin          | Konstantin Aleksandrov    | Toksport WRT 2           | Škoda Fabia RS Rally2    | P                        |
| 27                         | Marco Bulacia            | Diego Vallejo             | Toksport WRT             | Škoda Fabia RS Rally2    | P                        |
| 29                         | Jorge Martínez Fontena   | Alberto Alvarez Nicholson | Jorge Martínez Fontena   | Škoda Fabia RS Rally2    | P                        |
| 30                         | Emilio Fernández         | Borja Rozada              | Emilio Fernández         | Škoda Fabia Rally2 Evo   | P                        |
| 31                         | Bruno Bulacia            | José Luis Díaz            | Bruno Bulacia            | Škoda Fabia Rally2 Evo   | P                        |
| 32                         | Fabrizio Zaldivar        | Marcelo Der Ohannesian    | Hyundai Motorsport N     | Hyundai i20 N Rally2     | P                        |
| 34                         | Pedro Heller             | Pablo Olmos               | Pedro Heller             | Citroën C3 Rally2        | P                        |
| 35                         | Emilio Rosselot          | Tomas Cañete              | Emilio Rosselot          | Citroën C3 Rally2        | P                        |
| 36                         | Benjamin Israel          | Matias Ramos              | Benjamin Israel          | Citroën C3 Rally2        | P                        |
| 37                         | Martin Scuncio           | Javiera Roman             | Martin Scuncio           | Škoda Fabia RS Rally2    | P                        |
| 38                         | Germán Lyon              | Sebastian Vera            | Germán Lyon              | Citroën C3 Rally2        | P                        |
| 39                         | Gerardo V. Rosselot      | Marcelo Brizio            | Gerardo V. Rosselot      | Citroën C3 Rally2        | P                        |
| 40                         | Eduardo Kovacs           | Ruben Garcia              | Eduardo Kovacs           | Škoda Fabia R5           | P                        |
| World Rally Championship 3 |                          |                           |                          |                          |                          |
| 41                         | Diego Dominguez Jr       | Rogelio Peñate            | Diego Dominguez Jr       | Ford Fiesta Rally3       | P                        |
| 44                         | Eduardo Castro           | Fernando Mussano          | Eduardo Castro           | Ford Fiesta Rally3       | P                        |
| Fuente: ewrc-results.com   |                          |                           |                          |                          |                          |

## Itinerario
| Día                      | Tramo | Nombre                   | Distancia | Ganador          | Automóvil              | Tiempo  | Líder de la general |
| ------------------------ | ----- | ------------------------ | --------- | ---------------- | ---------------------- | ------- | ------------------- |
| Día 1 (28 de septiembre) | -     | Bio Bio (Shakedown)      | 5.75 km   | Elfyn Evans      | Toyota GR Yaris Rally1 | 3:59.6  | -                   |
| Día 2 (29 de septiembre) | SS1   | Pulperia 1               | 19.77 km  | Ott Tänak        | Ford Puma Rally1       | 10:16.8 | Ott Tänak           |
| Día 2 (29 de septiembre) | SS2   | Rere 1                   | 13.34 km  | Elfyn Evans      | Toyota GR Yaris Rally1 | 6:52.9  | Elfyn Evans         |
| Día 2 (29 de septiembre) | SS3   | Rio Claro 1              | 23.32 km  | Elfyn Evans      | Toyota GR Yaris Rally1 | 12:32.0 | Elfyn Evans         |
| Día 2 (29 de septiembre) | SS4   | Pulperia 2               | 19.77 km  | Teemu Suninen    | Hyundai i20 N Rally1   | 9:58.7  | Teemu Suninen       |
| Día 2 (29 de septiembre) | SS5   | Rere 2                   | 13.34 km  | Ott Tänak        | Ford Puma Rally1       | 6:39.8  | Ott Tänak           |
| Día 2 (29 de septiembre) | SS6   | Rio Claro 2              | 23.32 km  | Ott Tänak        | Ford Puma Rally1       | 12:12.2 | Ott Tänak           |
| Día 3 (30 de septiembre) | SS7   | Chivilingo 1             | 27.19 km  | Kalle Rovanperä  | Toyota GR Yaris Rally1 | 17:20.7 | Ott Tänak           |
| Día 3 (30 de septiembre) | SS8   | Rio Lia 1                | 21.09 km  | Ott Tänak        | Ford Puma Rally1       | 13:59.0 | Ott Tänak           |
| Día 3 (30 de septiembre) | SS9   | Maria Las Cruces 1       | 28.72 km  | Ott Tänak        | Ford Puma Rally1       | 17:40.9 | Ott Tänak           |
| Día 3 (30 de septiembre) | SS10  | Chivilingo 2             | 27.19 km  | Kalle Rovanperä  | Toyota GR Yaris Rally1 | 17:07.5 | Ott Tänak           |
| Día 3 (30 de septiembre) | SS11  | Rio Lia 2                | 21.09 km  | Ott Tänak        | Ford Puma Rally1       | 13:47.8 | Ott Tänak           |
| Día 3 (30 de septiembre) | SS12  | Maria Las Cruces 2       | 28.72 km  | Ott Tänak        | Ford Puma Rally1       | 17:20.5 | Ott Tänak           |
| Día 4 (1 de octubre)     | SS13  | Las Pataguas 1           | 13.20 km  | Thierry Neuville | Hyundai i20 N Rally1   | 7:43.4  | Ott Tänak           |
| Día 4 (1 de octubre)     | SS14  | El Poñen 1               | 13.86 km  | Thierry Neuville | Hyundai i20 N Rally1   | 7:22.9  | Ott Tänak           |
| Día 4 (1 de octubre)     | SS15  | Las Pataguas 2           | 13.20 km  | Thierry Neuville | Hyundai i20 N Rally1   | 7:33.0  | Ott Tänak           |
| Día 4 (1 de octubre)     | SS16  | El Poñen 2 (Power Stage) | 13.86 km  | Kalle Rovanperä  | Toyota GR Yaris Rally1 | 7:06.7  | Ott Tänak           |
| Fuente: ewrc-results.com |       |                          |           |                  |                        |         |                     |

### Power stage
El power stage fue un tramo de 13.86 km al final del rally. Se otorgaron puntos adicionales del Campeonato Mundial a los cinco más rápidos.
| Pos. | Piloto           | Copiloto         | Coche                  | Equipo                  | Tiempo | Puntos |
| ---- | ---------------- | ---------------- | ---------------------- | ----------------------- | ------ | ------ |
| 1    | Kalle Rovanperä  | Jonne Halttunen  | Toyota GR Yaris Rally1 | Toyota Gazoo Racing WRT | 7:06.7 | 5      |
| 2    | Elfyn Evans      | Scott Martin     | Toyota GR Yaris Rally1 | Toyota Gazoo Racing WRT | +3.1   | 4      |
| 3    | Thierry Neuville | Martijn Wydaeghe | Hyundai i20 N Rally1   | Hyundai Shell Mobis WRT | +5.8   | 3      |
| 4    | Ott Tänak        | Martin Järveoja  | Ford Puma Rally1       | M-Sport Ford WRT        | +8.3   | 2      |
| 5    | Takamoto Katsuta | Aaron Johnston   | Toyota GR Yaris Rally1 | Toyota Gazoo Racing WRT | +10.9  | 1      |

## Clasificación final
| World Rally Championship   | World Rally Championship | World Rally Championship  | World Rally Championship | World Rally Championship | World Rally Championship | World Rally Championship | World Rally Championship |
| Pos.                       | Piloto                   | Copiloto                  | Automóvil                | Equipo                   | Neumático                | Tiempo                   | Puntos                   |
| -------------------------- | ------------------------ | ------------------------- | ------------------------ | ------------------------ | ------------------------ | ------------------------ | ------------------------ |
| 1                          | Ott Tänak                | Martin Järveoja           | Ford Puma Rally1         | M-Sport Ford WRT         | P                        | 3:06:38.1                | 25                       |
| 2                          | Thierry Neuville         | Martijn Wydaeghe          | Hyundai i20 N Rally1     | Hyundai Shell Mobis WRT  | P                        | +42.1                    | 18                       |
| 3                          | Elfyn Evans              | Scott Martin              | Toyota GR Yaris Rally1   | Toyota Gazoo Racing WRT  | P                        | +1:06.9                  | 15                       |
| 4                          | Kalle Rovanperä          | Jonne Halttunen           | Toyota GR Yaris Rally1   | Toyota Gazoo Racing WRT  | P                        | +2:11.0                  | 12                       |
| 5                          | Takamoto Katsuta         | Aaron Johnston            | Toyota GR Yaris Rally1   | Toyota Gazoo Racing WRT  | P                        | +4:41.5                  | 10                       |
| 6                          | Oliver Solberg           | Elliott Edmondson         | Škoda Fabia RS Rally2    | Oliver Solberg           | P                        | +8:18.5                  | 8                        |
| 7                          | Gus Greensmith           | Jonas Andersson           | Škoda Fabia RS Rally2    | Toksport WRT             | P                        | +8:44.3                  | 6                        |
| 8                          | Sami Pajari              | Enni Mälkönen             | Škoda Fabia RS Rally2    | Toksport WRT 2           | P                        | +9:20.6                  | 4                        |
| 9                          | Yohan Rossel             | Arnaud Dunand             | Citroën C3 Rally2        | PH Sport                 | P                        | +9:53.9                  | 2                        |
| 10                         | Nikolay Gryazin          | Konstantin Aleksandrov    | Škoda Fabia RS Rally2    | Toksport WRT 2           | P                        | +10:08.2                 | 1                        |
| World Rally Championship 2 |                          |                           |                          |                          |                          |                          |                          |
| 1 (6.)                     | Oliver Solberg           | Elliott Edmondson         | Škoda Fabia RS Rally2    | Oliver Solberg           | P                        | 3:14:56.6                | 25                       |
| 2 (7.)                     | Gus Greensmith           | Jonas Andersson           | Škoda Fabia RS Rally2    | Toksport WRT             | P                        | +25.8                    | 18                       |
| 3 (8.)                     | Sami Pajari              | Enni Mälkönen             | Škoda Fabia RS Rally2    | Toksport WRT 2           | P                        | +1:02.1                  | 15                       |
| 4 (9.)                     | Yohan Rossel             | Arnaud Dunand             | Citroën C3 Rally2        | PH Sport                 | P                        | +1:35.4                  | 12                       |
| 5 (10.)                    | Nikolay Gryazin          | Konstantin Aleksandrov    | Škoda Fabia RS Rally2    | Toksport WRT 2           | P                        | +1:49.7                  | 10                       |
| 6 (11.)                    | Emilio Rosselot          | Tomas Cañete              | Citroën C3 Rally2        | Emilio Rosselot          | P                        | +6:40.3                  | 8                        |
| 7 (12.)                    | Pedro Heller             | Pablo Olmos               | Citroën C3 Rally2        | Pedro Heller             | P                        | +6:52.1                  | 6                        |
| 8 (14.)                    | Fabrizio Zaldivar        | Marcelo Der Ohannesian    | Hyundai i20 N Rally2     | Hyundai Motorsport N     | P                        | +9:16.1                  | 4                        |
| 9 (16.)                    | Jorge Martínez Fontena   | Alberto Alvarez Nicholson | Škoda Fabia RS Rally2    | Jorge Martínez Fontena   | P                        | +14:13.3                 | 2                        |
| 10 (17.)                   | Emilio Fernández         | Borja Rozada              | Škoda Fabia Rally2 Evo   | Emilio Fernández         | P                        | +15:46.6                 | 1                        |
| World Rally Championship 3 |                          |                           |                          |                          |                          |                          |                          |
| 1 (19.)                    | Eduardo Castro           | Fernando Mussano          | Ford Fiesta Rally3       | Eduardo Castro           | P                        | 3:36:41.7                | 25                       |
| Fuente: ewrc-results.com   |                          |                           |                          |                          |                          |                          |                          |